# 스마트몹
스마트몹이란 재치있는, 똑똑한을 뜻하는 스마트와 군중을 뜻하는 몹의 합성어이다. 기술 전문가인 미국의 H.라인골드가 2002년 10월 출간한 저서 《스마트몹》(smart mob)에서 처음 소개되었다. PDA, 휴대전화, 메신저, 인터넷, 이메일 등 첨단 정보통신 기술을 바탕으로 네트워크를 이뤄 정치 경제 사회 등의 여러 문제에 참여하는 삶들의 집단을 뜻한다. 최근 플래시 몹 등의 대중 참여 현상을 통해 나타나고 있다.

## 같이 보기
- 어나니머스 (그룹)
- 협업 소프트웨어
- 대중조작
- 전자민주주의
- 슬래시닷 효과
- 추천 시스템
- 과학학
- UCC
- 가상 공동체

## 참고
- 다음 백과
- Smart Mobs: The Next Social Revolution